# Cabriïta
La cabriïta és un mineral de la classe dels elements natius. Rep el seu nom en honor de Louis Jean Cabri (1934), un reconegut mineralogista canadenc especialista en minerals del grup del platí, per les seves moltes contribucions a la mineralogia i geoquímica d'aquest grup de minerals. Cabri va descriure moltes noves espècies PGE de localitats de tot el món.

## Característiques
La cabriïta és un aliatge de fórmula química Pd₂CuSn, que va ser aprovat per l'Associació Mineralògica Internacional l'any 1981. Cristal·litza en el sistema ortoròmbic, formant grans d'uns 4 mil·límetres en matriu de mooihoekita massiva. La seva duresa a l'escala de Mohs és 4.
Segons la classificació de Nickel-Strunz, la cabriïta pertany a «01.AF: Aliatges de PGE-metall» juntament amb els següents minerals: hexaferro, garutiïta, atokita, rustenburgita, zviaguintsevita, taimirita-I, tatianaïta, paolovita, plumbopal·ladinita, estanopal·ladinita, chengdeïta, isoferroplatí, ferroniquelplatí, tetraferroplatí, tulameenita, hongshiïta, skaergaardita, yixunita, damiaoïta, niggliïta, bortnikovita i nielsenita.

## Formació i jaciments
Es troba sobre mooihoekita massiva, i també en filons de galena-calcopirita. Va ser descoberta l'any 1981 al dipòsit de coure i níquel d'Oktyabr'skoe, a Norilsk (Península de Taimir, Rússia). També se n'ha descrit al Canadà, a Sud-àfrica i als Estats Units.